# Kingfisher Airlines
Kingfisher Airlines war eine indische Fluggesellschaft mit Sitz in Bengaluru und Basis auf dem dortigen Bengaluru International Airport. Sie befand sich im Besitz des indischen Multikonzerns United Breweries Group. Sie teilte sich den Namen und einige Logoelemente mit der Biermarke Kingfisher der Muttergesellschaft. Am 20. Oktober 2012 wurde die Lizenz der Fluggesellschaft von der indischen Flugaufsichtsbehörde entzogen, nachdem das Unternehmen seit langem große Verluste gemacht hatte.

## Geschichte
Die Fluggesellschaft, die 2004 von Vijay Mallya, dem Vorsitzenden der United Brewery Group, gegründet wurde und am 9. Mai 2005 den Flugbetrieb aufgenommen hatte, flog in ihrer Hochphase 65 nationale und sieben internationale Destinationen an. Zusammen mit der Übernahme des Wettbewerbers Air Deccan wurde eine Expansion angekündigt, nach der Flüge in die Nachbarländer, nach Europa und Nordamerika geplant waren. 
Kingfisher Airlines war bis zum 31. Dezember 2007 offizieller Partner des Formel-1-Teams Panasonic Toyota Racing und seit der Saison 2008 der Sponsor des Force India Formula One Teams, an dem Vijay Mallya ebenfalls beteiligt ist.
Im Februar 2010 wurde bekannt gegeben, dass Kingfisher einen Beitritt zur Luftfahrtallianz oneworld anstrebte, dieser sollte zunächst im Laufe des Jahres 2011 erfolgen, wurde jedoch dann auf Februar 2012 verschoben.
Zu Kingfisher Airlines gehörte auch die Billigfluggesellschaft Kingfisher Red, die jedoch im Rahmen einer konzeptionellen Neuausrichtung aufgelöst wurde.

### Krise ab 2011

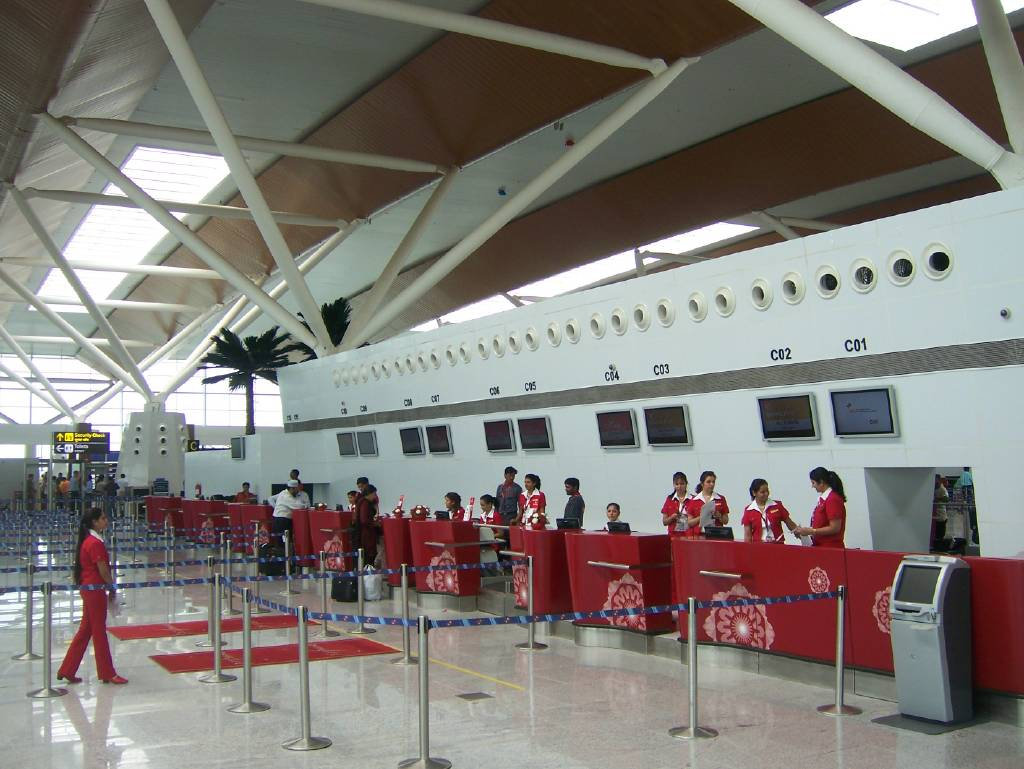
Check-in-Schalter von Kingfisher in Delhi (2009)

Im Juli 2011 wurde bekannt, dass Kingfisher nicht in der Lage war, die Gehälter der Mitarbeiter für August 2011 zu zahlen, des Weiteren waren Zahlungen an Lieferanten und Dienstleister offen. Im November wurde bekannt, dass 130 Piloten das Unternehmen kurzfristig auf eigenen Wunsch verlassen haben, was zu massiven Flugstreichungen führte. Ebenso soll es weitere finanzielle Forderungen zahlreicher Dienstleister gegeben haben, auch erste Flugzeuge wurden wegen nicht bezahlter Raten von den Leasinggebern zurückgefordert. Im Dezember 2011 mussten zudem 15 Flugzeuge vorläufig abgestellt werden, da vorgesehene Wartungsarbeiten nicht bezahlt werden konnten.
Am 3. Februar 2012 wurde der für den 10. Februar geplante Beitritt zur Luftfahrtallianz oneworld aufgrund der unklaren Finanzlage auf unbestimmte Zeit ausgesetzt. Im März setzte British Airways das Codeshare-Abkommen mit Kingfisher aus, gleichzeitig wurde zur Reduktion der Kosten der Langstreckenoperationen ein Airbus A330 außerplanmäßig an den Leasinggeber zurückgegeben. Zudem wurden etwa zwei Dutzend weitere Maschinen ausgemustert.
Am  2. Oktober 2012 setzte Kingfisher wegen Unruhen in der Belegschaft hinsichtlich monatelang nicht gezahlter Löhne alle Flüge vorläufig aus.
Am 20. Oktober 2012 wurde der Fluggesellschaft die Lizenz entzogen. Dies geschah, nachdem Kingfisher der Regierung einen Plan vorgelegt hatte, wie es mit der Fluggesellschaft weitergehen sollte. In diesem stand jedoch nichts darüber, wie der Flugbetrieb sicher und verlässlich weitergeführt werden sollte. Stattdessen wurde um mehr Zeit bis zum Lizenzentzug gebeten, was von der Regierung jedoch abgelehnt wurde.
Ende Dezember 2012 wurde bekannt, dass Vijay Mallya, der Besitzer von Kingfisher, nun doch genug Geld in die Fluggesellschaft investieren wollte, um den Flugbetrieb wieder aufnehmen zu können. Dabei sollte zunächst eine Flotte von sieben Maschinen eingesetzt werden. Allerdings hätten vor dem Betriebsstart noch hohe Schulden abbezahlt und die Lizenz zurückerlangt werden müssen. Die indischen Behörden gaben jedoch bekannt, dass die Lizenz der Gesellschaft verfallen sei.
In der Zwischenzeit hatte die indische Finanzpolizei einen Haftbefehl gegen Vijay Mallya ausgestellt, der nach Großbritannien geflohen war, während anscheinend die Buchhaltung der Gesellschaft nicht mehr auffindbar war.

## Flugziele
Kingfisher bediente vor der Einstellung des Flugbetriebs ein sehr dichtes Netz zahlreicher Ziele innerhalb Indiens, darunter Hyderabad, Raipur, Ahmedabad, Pune und Udaipur. Die Flüge zu allen internationalen Destinationen, darunter zum Beispiel Dubai und Bangkok oder auch London wurden bereits im April 2012 wegen der finanziell sehr angespannten Lage der Fluggesellschaft bis auf Weiteres ausgesetzt.

## Flotte

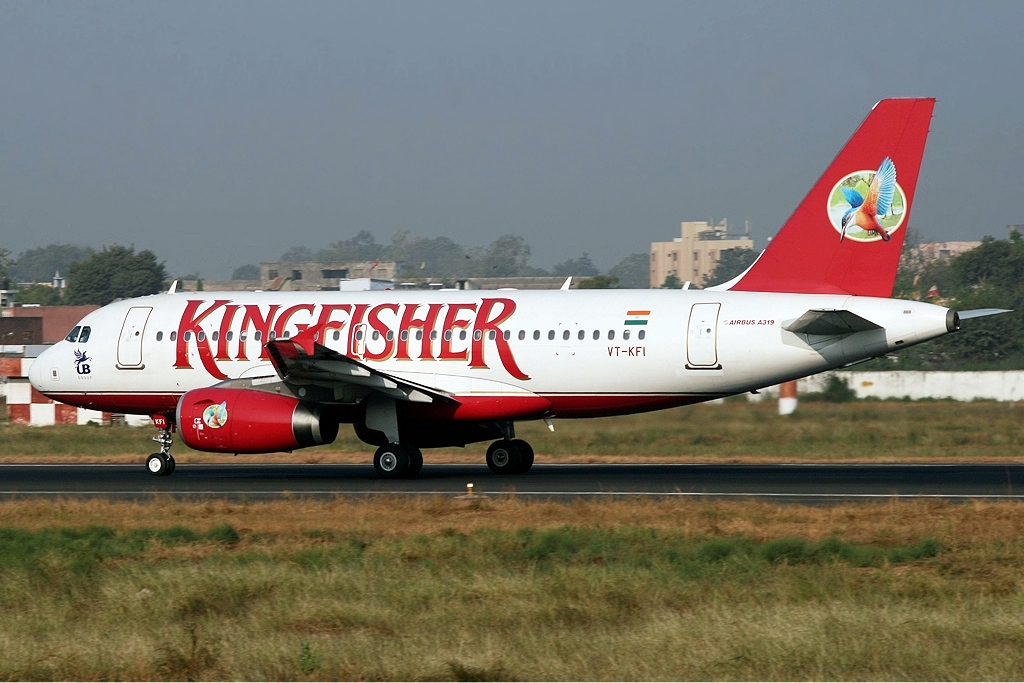
Ein Airbus A319-100 der Kingfisher

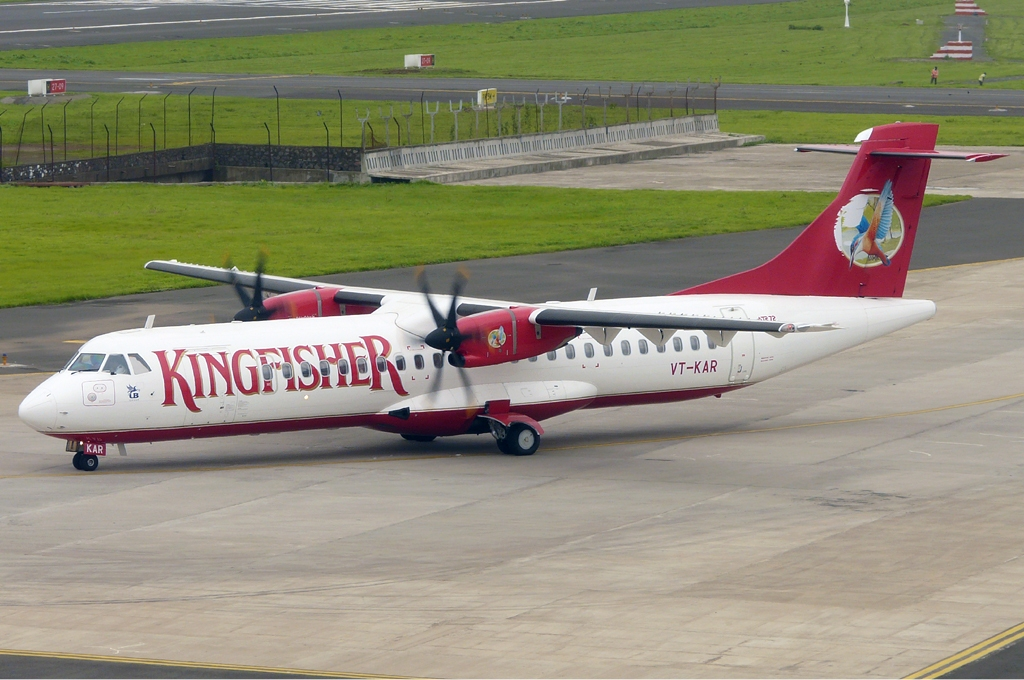
Eine ATR 72-500 der Kingfisher

Bis 2013 bestand die Flotte der Kingfisher Airlines aus 30 Flugzeugen.
| Flugzeugtyp     | aktiv | bestellt | Anmerkungen                                                    |
| --------------- | ----- | -------- | -------------------------------------------------------------- |
| Airbus A319CJ   | 01    |          | Geschäftsreiseflugzeug, betrieben für die United Brewery Group |
| Airbus A320-200 | 17    | 24       |                                                                |
| Airbus A321-200 | 08    |          |                                                                |
| Airbus A330-200 |       | 15       |                                                                |
| ATR 42-500      | 03    |          |                                                                |
| Boeing 727-100  | 01    |          | Geschäftsreiseflugzeug                                         |
| Gesamt          | 30    | 39       |                                                                |

## Zwischenfälle

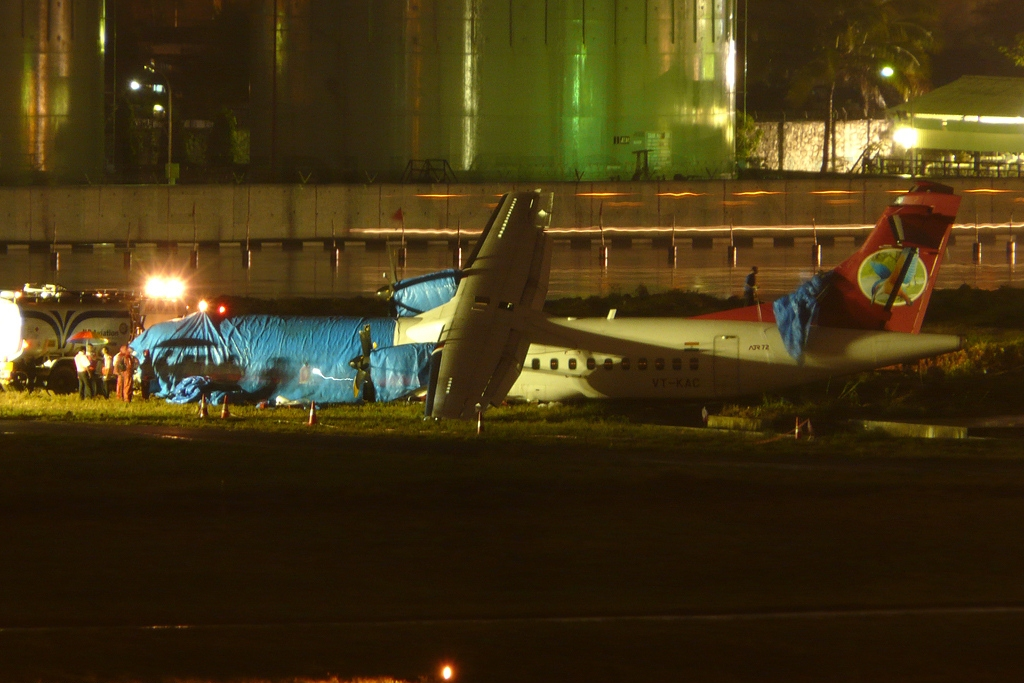
Die verunglückte ATR 72-500 (Kennzeichen VT-KAC)

- Am 10. November 2009 verunglückte eine ATR 72-500 (Kennzeichen VT-KAC) mit 38 Passagieren und vier Mann Besatzung an Bord unterwegs von Bhavnagar nach Mumbai bei der Landung in Mumbai. Es kam niemand zu Schaden, aber das Flugzeug musste abgeschrieben werden.[21]

## Trivia
- Kingfisher ist die englische Bezeichnung für Eisvögel, im Firmenwappen ist ein solcher Vogel abgebildet.
- Bis Anfang 2012 gehörte Kingfisher Airlines laut Skytrax mit einer Bewertung von fünf von fünf Sternen (subjektiv) zu den sieben besten Fluggesellschaften der Welt.